# پیتم
شهر پیتم (به فرانسوی: Pittem) در شهرستان تیئلت در استان فلاندری غربی در منطقه فلاندری در کشور بلژیک واقع شده‌است.